# Assyriska BK
Assyriska BK är en svensk fotbollsklubb från Göteborg, som bildades 1985 av assyrier. Klubben är belägen i Västra Frölunda och spelar sina hemmamatcher på Ruddalens IP. Klubben tog sin första cuptitel i Västra Cupen 2014 när man slog Utsiktens BK i finalen vilket även säkrade dem en plats i Svenska Cupen 2015/2016. Tidigare år har klubben även ingått ett samarbete med bland annat Gais angående ett utlåningsavtal mellan klubbarna.

## Historia
Assyriska flyktingar som anlänt till Göteborg på 70-talet och som tillhörde Assyriska Mesopotamiska föreningen i Göteborg grundade det första assyriska laget 1976 som fick namnet "Göteborgs Assyriska idrottsförening (GAIF)". Efter ett par år av fotbollserfarenhet bildade man 1985 Assyriska BK (ABK) som en idrottssektion inom Assyriska Mesopotamiska föreningen i Göteborg. Idag är ABK en självständig förening där man har sin bas inom Assyriska föreningen i Västra Frölunda med över 1 000 medlemmar.
Assyriska BK har genom åren i huvudsak spelat i de lägre divisionerna men klättrat uppåt successivt i seriesystemet sedan 2008. Klubben var mycket nära att för första gången i klubbens historia avancera till Div 1 år 2012 där man endast var en seger ifrån avancemang i slutomgången. ABK har idag en bred ungdomsverksamhet med över 100 ungdomar och har tagit flera cuptitlar senaste åren, där man bland annat i Gothia Cup tagit guld för P-03:orna i B-slutspelet när man besegrade IF Brommapojkarna.
År 2016 avancerade Assyriska BK för första gången i klubbens historia till Division 1, en serie som klubben dock fick lämna redan efter en säsong.

## Supportrar
Assyriska BK:s officiella supporterklubb bildades 2008 under namnet "Ultras Suryoye Göteborg" även känd som "USG".

## Säsonger
| Säsong | Nivå | Division   | Avdelning          | Tabellplacering | Förändringar |
| ------ | ---- | ---------- | ------------------ | --------------- | ------------ |
| 1999   | 7    | Division 6 | Göteborg C         | 1               | Uppflyttade  |
| 2000   | 6    | Division 5 | Göteborg B         | 9               |              |
| 2001   | 6    | Division 5 | Göteborg B         | 8               |              |
| 2002   | 6    | Division 5 | Göteborg B         | 9               |              |
| 2003   | 6    | Division 5 | Göteborg B         | 1               | Uppflyttade  |
| 2004   | 5    | Division 4 | Göteborg B         | 5               |              |
| 2005   | 5    | Division 4 | Göteborg B         | 6               |              |
| 2006*  | 6    | Division 4 | Göteborg B         | 5               |              |
| 2007   | 6    | Division 4 | Göteborg B         | 4               |              |
| 2008   | 6    | Division 4 | Göteborg B         | 1               | Uppflyttade  |
| 2009   | 5    | Division 3 | Sydvästra Götaland | 1               | Uppflyttade  |
| 2010   | 4    | Division 2 | Södra Götaland     | 9               |              |
| 2011   | 4    | Division 2 | Norra Götaland     | 2               |              |
| 2012   | 4    | Division 2 | Västra Götaland    | 2               |              |
| 2013   | 4    | Division 2 | Västra Götaland    | 4               |              |
| 2014   | 4    | Division 2 | Västra Götaland    | 4               |              |
| 2015   | 4    | Division 2 | Västra Götaland    | 7               |              |
| 2016   | 4    | Division 2 | Västra Götaland    | 1               | Uppflyttade  |
| 2017   | 3    | Division 1 | Södra              | 12              | Nedflyttade  |
| 2018   | 4    | Division 2 | Västra Götaland    | 7               |              |
| 2019   | 4    | Division 2 | Västra Götaland    | 9               |              |
| 2020   | 4    | Division 2 | Västra Götaland    | 9               |              |
| 2021   | 4    | Division 2 | Västra Götaland    | 12              |              |
| 2022   | 4    | Division 2 | Västra Götaland    | 12              | Nedflyttade  |
| 2023   | 5    | Division 3 | Mellersta Götaland | 5               |              |
| 2024   | 5    | Division 3 | Mellersta Götaland | 8               |              |

* Serierna omstrukturerades inför 2006 vilket resulterades i en ny division på nivå 3.

Källa: 